# Handvest van de Verenigde Naties
Het Handvest van de Verenigde Naties (Charter of the United Nations) is het oprichtingsverdrag van de Verenigde Naties. Het document werd op 26 juni 1945 in San Francisco ondertekend door 50 van de 51 oorspronkelijke lidstaten van de VN. Polen, het andere oorspronkelijke lid, was niet vertegenwoordigd op de conferentie, maar tekende twee maanden later. Het Handvest werd van kracht op 24 oktober 1945, toen de vijf permanente leden van de Veiligheidsraad – China, de Sovjet-Unie, Frankrijk, het Verenigd Koninkrijk en de Verenigde Staten van Amerika – en een meerderheid van de overige 46 lidstaten het verdrag hadden geratificeerd. Op basis van art. 103 VN-Handvest gaan de bepalingen uit het Handvest boven de verplichtingen die lidstaten hebben op basis van andere verdragen. Sinds de toetreding van Zuid-Soedan in 2011 zijn 193 staten partij bij het Handvest (198 ondertekenende landen, waarvan er enkele niet meer bestaan).

## Opbouw van het Handvest
Het handvest bestaat uit een preambule en negentien hoofdstukken, die elk zijn opgedeeld in artikelen.
- Hoofdstuk I (art. 1-2) definieert de doelstellingen van de Verenigde Naties, inclusief het bewaren van de internationale vrede;
- Hoofdstuk II (art. 3-6) stelt vast aan welke criteria een land moet voldoen om lid te worden van de Verenigde Naties;
- De Hoofdstukken III - XV (art. 7-101) betreffen de verschillende organen en programma's van de organisatie. De hoofdstukken V, VI en VII betreffen de bevoegdheden van de VN-Veiligheidsraad;
- Hoofdstuk XVI en XVII (art. 102-107) beschrijven de integratie van de Verenigde Naties met al bestaande internationaal recht;
- Hoofdstuk XVIII en XIX (art. 108-111) bepalen hoe het handvest gewijzigd en geratificeerd kan worden.

De belangrijkste artikelen bevinden zich in de hoofdstukken V tot en met XV, waarin onder andere de bevoegdheden van de Veiligheidsraad, het bestaan van het Internationaal Gerechtshof en de mogelijkheid tot militair ingrijpen worden geregeld.

## Ondertekening van het handvest
| 1945 1. Argentinië 2. Australië 3. België 4. Bolivia 5. Brazilië 6. Canada 7. Chili 8. China 9. Colombia 10. Costa Rica 11. Cuba 12. Denemarken 13. Dominicaanse Republiek 14. Ecuador 15. Egypte 16. El Salvador 17. Ethiopië 18. Filipijnen 19. Frankrijk 20. Griekenland 21. Guatemala 22. Haïti 23. Honduras 24. India 25. Irak 26. Iran 27. Joegoslavië 28. Libanon 29. Liberia 30. Luxemburg 31. Mexico 32. Nederland 33. Nieuw-Zeeland 34. Nicaragua 35. Noorwegen 36. Oekraïne 37. Panama 38. Paraguay 39. Peru 40. Polen 41. Saoedi-Arabië 42. Sovjet-Unie 43. Syrië 44. Tsjecho-Slowakije 45. Turkije 46. Uruguay 47. Venezuela 48. Verenigde Staten 49. Verenigd Koninkrijk 50. Wit-Rusland 51. Zuid-Afrika 1946 1. Afghanistan 2. IJsland 3. Thailand 4. Zweden 1947 1. Noord-Jemen 2. Pakistan 1948 1. Myanmar 1949 1. Israël 1950 1. Indonesië | 1955 1. Albanië 2. Bulgarije 3. Cambodja 4. Finland 5. Hongarije 6. Ierland 7. Italië 8. Jordanië 9. Laos 10. Libië 11. Nepal 12. Oostenrijk 13. Portugal 14. Roemenië 15. Spanje 16. Sri Lanka 1956 1. Japan 2. Marokko 3. Soedan 4. Tunesië 1957 1. Ghana 2. Maleisië 1958 1. Guinee 1960 1. Benin 2. Burkina Faso 3. Centraal-Afrikaanse Republiek 4. Congo-Brazzaville 5. Congo-Kinshasa 6. Cyprus 7. Gabon 8. Ivoorkust 9. Kameroen 10. Madagaskar 11. Mali 12. Niger 13. Nigeria 14. Senegal 15. Somalië 16. Togo 17. Tsjaad 1961 1. Mauritanië 2. Mongolië 3. Sierra Leone 4. Tanzania 1962 1. Algerije 2. Burundi 3. Jamaica 4. Oeganda 5. Rwanda 6. Trinidad en Tobago 1963 1. Kenia 2. Koeweit 3. Sultanaat Zanzibar 1964 1. Malawi 2. Malta 3. Zambia | 1965 1. Gambia 2. Maldiven 3. Singapore 1966 1. Barbados 2. Botswana 3. Guyana 4. Lesotho 1967 1. Zuid-Jemen 1968 1. Equatoriaal-Guinea 2. Mauritius 3. Swaziland 1970 1. Fiji 1971 1. Bahrein 2. Bhutan 3. Oman 4. Qatar 5. Verenigde Arabische Emiraten 1973 1. Bahama's 2. Bondsrepubliek Duitsland 3. Duitse Democratische Republiek 1974 1. Bangladesh 2. Grenada 3. Guinee-Bissau 1975 1. Kaapverdië 2. Comoren 3. Mozambique 4. Papoea-Nieuw-Guinea 5. Sao Tomé en Principe 6. Suriname 1976 1. Angola 2. Samoa 3. Seychellen 1977 1. Djibouti 2. Vietnam 1978 1. Dominica 2. Salomonseilanden 1979 1. Saint Lucia 1980 1. Saint Vincent en de Grenadines 2. Zimbabwe 1981 1. Antigua en Barbuda 2. Belize 3. Vanuatu 1983 1. Saint Kitts en Nevis 1984 1. Brunei | 1990 1. Liechtenstein 2. Namibië 1991 1. Estland 2. Letland 3. Litouwen 4. Marshalleilanden 5. Micronesia 6. Noord-Korea 7. Zuid-Korea 1992 1. Armenië 2. Azerbeidzjan 3. Bosnië en Herzegovina 4. Georgië 5. Kazachstan 6. Kroatië 7. Kirgizië 8. Moldavië 9. Oezbekistan 10. San Marino 11. Slovenië 12. Tadzjikistan 13. Turkmenistan 1993 1. Andorra 2. Eritrea 3. Macedonië 4. Monaco 5. Slowakije 6. Tsjechië 1994 1. Palau 1999 1. Kiribati 2. Nauru 3. Tonga 2000 1. Servië 2. Tuvalu 2002 1. Oost-Timor 2. Zwitserland 2006 1. Montenegro 2011 1. Zuid-Soedan |